# 飛翔的蘇格蘭人
飛翔的蘇格蘭人（英語：Flying Scotsman）是運行於東海岸主線、英國蘇格蘭首府愛丁堡和英格蘭首府倫敦之間的一趟客運列車。倫敦和愛丁堡之間的客運列車服務開始於1862年，而「飛翔的蘇格蘭人」這一名稱則啟用於1924年。現由倫敦東北鐵路公司運營。

## 歷史

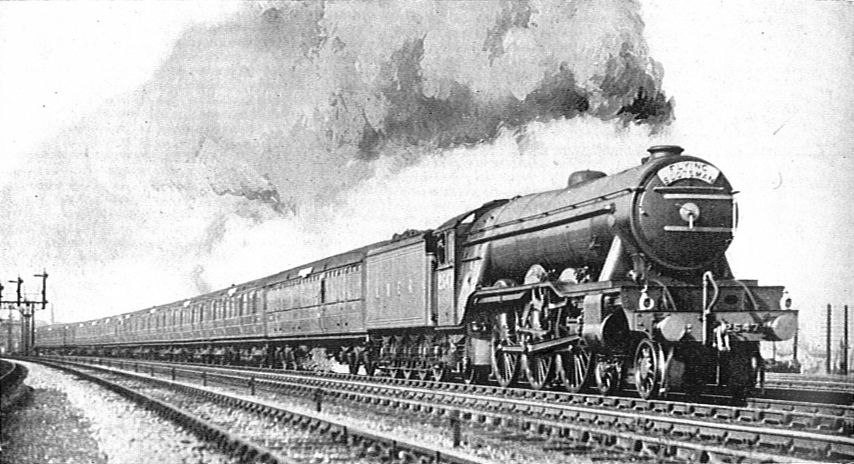
1928年的飛翔的蘇格蘭人列車

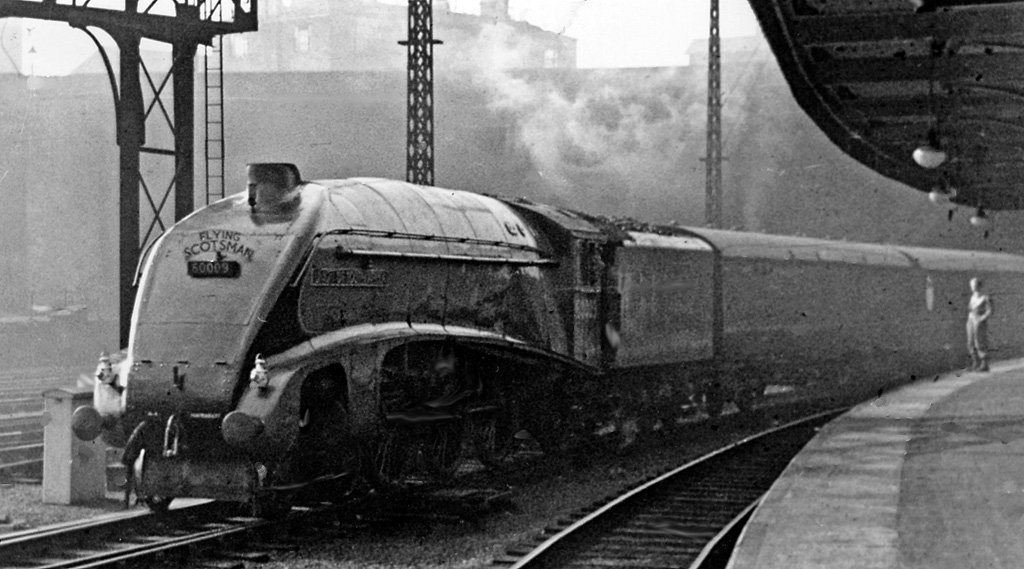
1948年的飛翔的蘇格蘭人列車，攝於倫敦國王十字車站

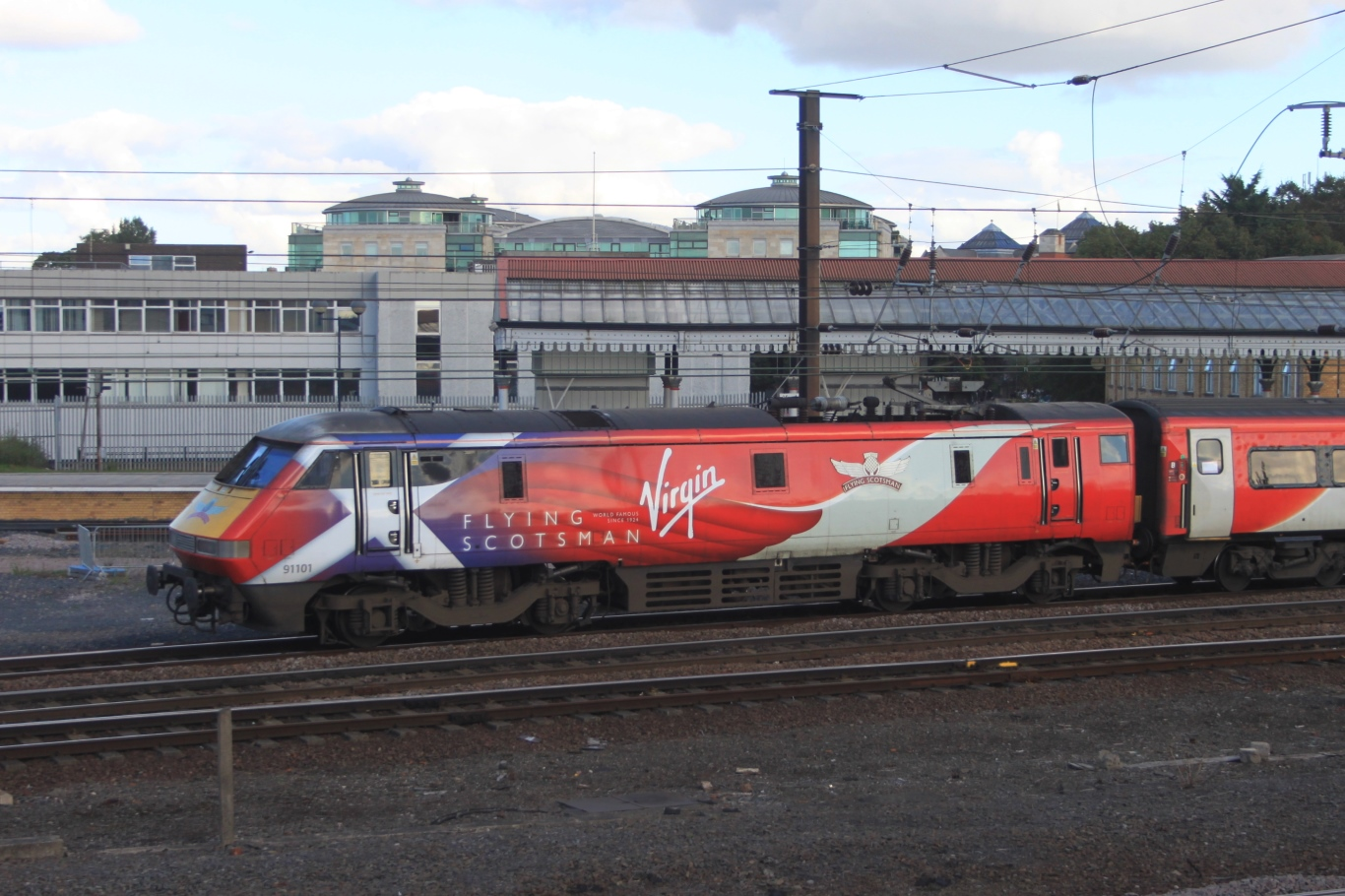
2016年的飛翔的蘇格蘭人列車，攝於約克

在19世紀時，東海岸主線上有多家小型鐵路公司提供服務，但隨後整併為北英國鐵路（NBR）、英國東北鐵路（NER）、大北方鐵路（GNR）三家公司。1860年，這三家公司組建了東海岸共同股份，提供使用共用列車的服務，令飛翔的蘇格蘭人服務成為可能。

### 所需時間
最初的「蘇格蘭特快」（Special Scotch Express）運行於1862年，早上10點從GNR的倫敦國王十字車站出發，到達NBR的愛丁堡威瓦利站，耗時10.5小時（包括在約克站的半小時午餐時間）。隨著鐵路技術的進步和競爭的加劇，1888年時，這一時間縮短至8.5小時:47。1896年開始，列車進行了現代化改造，引入了車廂之間的走廊、暖氣、餐車等設施。由於旅客可在餐車上用餐，因此在約克的停車時間縮短為15分，但所需時間仍然是8.5小時。

### 倫敦及東北鐵路
在1923年，隨著《1921年鐵路法》的事實，英國鐵路業整合為四大公司。構成東海岸共同股份的三家公司整合為倫敦及東北鐵路（LNER）。1924年，倫敦及東北鐵路將「蘇格蘭特快」更名為「飛翔的蘇格蘭人」（也是該趟列車自1870年代開始的非正式名稱）。
由於西海岸幹線和東海岸幹線在1888年和1895年的速度競爭後達成協議，蘇格蘭特快的速度受到限制，392英里（631）的路程耗時8小時15分。但是在更換氣門裝置之後，飛翔的蘇格蘭人耗煤量大幅減少:514-516:176-177。在1926年英國大罷工中，飛行的蘇格蘭人於1926年5月11日因罷工而在泰恩河畔纽卡斯尔附近發生出軌事故。
1928年5月1日，飛翔的蘇格蘭人由伦敦及東北鐵路A1型4472號機車牽引，並實現出倫敦愛丁堡中途不停站，創出當時英國列車記錄。新的飛翔的蘇格蘭人列車還提升了列車服務，甚至包括提供理髮服務。隨著速度限制在1932年廢除，列車運行所需時間縮短至7.5小時，並在1938年縮短至7小時20分。為實現中途不停站，飛翔的蘇格蘭人還導入了10個特別的連接門，令載煤量從9噸減少至8噸。1948年年底時，飛翔的蘇格蘭人使用倫敦及東北鐵路A4型蒸汽機車運行。

### 英國鐵路
1950年代後期，英國鐵路開始致力於柴油化。1958年10月6日開始，英國鐵路40型機車開始成為飛翔的蘇格蘭人新的牽引機車:460。在英國鐵路運行時期，飛翔的蘇格蘭人在紐卡斯爾站、約克站、彼得伯勒站停車，並且服務範圍還延伸至愛丁堡以北。1981年6月1日，飛翔的蘇格蘭人的北向列車終點站改為阿伯丁站:406。南行列車亦在1982年10月4日之前改為於09:05從格拉斯哥皇后街站出發，後改為於07:30自阿伯丁出發。

### 私有化
英國鐵路民營化之後，「飛翔的蘇格蘭人」先後由東海岸全國特快、東海岸、維京列車東海岸運行，並從2018年6月開始由政府所有的倫敦東北鐵路公司運營。2011年5月23日開始，「飛翔的蘇格蘭人」僅指每日早晨05:40從愛丁堡出發至倫敦的南向列車服務。該列車僅在紐卡斯爾停車:14:12。這也是飛翔的蘇格蘭人首次成為單向列車。2019年8月1日開始，倫敦東北鐵路公司開始投入英國鐵路800型動車組用於飛翔的蘇格蘭人列車，令列車運行時間改為整4小時。

## 飛翔的蘇格蘭女人
2020年3月6日，為慶祝國際婦女節，飛翔的蘇格蘭人限時一個月更名為「飛翔的蘇格蘭女人」（Flying Scotswoman）。2020年3月6日，飛翔的蘇格蘭女人的乘務人員全部都是女性，並為鐵路業不同組織的女性提供特別服務。

## 外部連結
维基共享资源上的相關多媒體資源：飛翔的蘇格蘭人
- The official National Railway Museum print website （页面存档备份，存于） containing many Flying Scotsman prints and posters
- Winchester, Clarence (编), , : 183–188, 8 March 1935  [2021-04-06], （原始内容存档于2020-09-24）, description of the train in the 1930s